# Carolinasköldpadda
Carolinasköldpadda eller östlig dossköldpadda (Terrapene carolina) är en sköldpadda som förekommer i östra USA och Mexiko. Den har en längd på 10–21 centimeter och kan vara orangeaktig, gulaktig eller gulbrun i färgen. Även mörka individer tecknade med gula linjer förekommer. 
Dess habitat är fuktiga skogar, ängar och flodslätter. Födan är varierad och den äter både växtdelar, som bär, och olika små ryggradslösa djur. Unga skölpaddor hotas av tvättbjörnar och rovfåglar, medan äldre djur har färre fiender. 
Varma sommardagar söker sköldpaddorna gärna svalka mitt på dagen, till exempel i lera. Under de kallare vintermånaderna befinner de sig i dvala.

## Underarter
- Terrapene carolina bauri
- Terrapene carolina carolina
- Terrapene carolina major
- Terrapene carolina triunguis
- Terrapene carolina mexicana
- Terrapene carolina yucatana